# Digitaria cruciata
Espèce
Classification phylogénétique
Le raishan (Digitaria cruciata) est une plante annuelle herbacée de la famille des Poaceae (graminées) cultivée pour ses graines. Elle est cultivée en Inde.